# Calanque de Callelongue

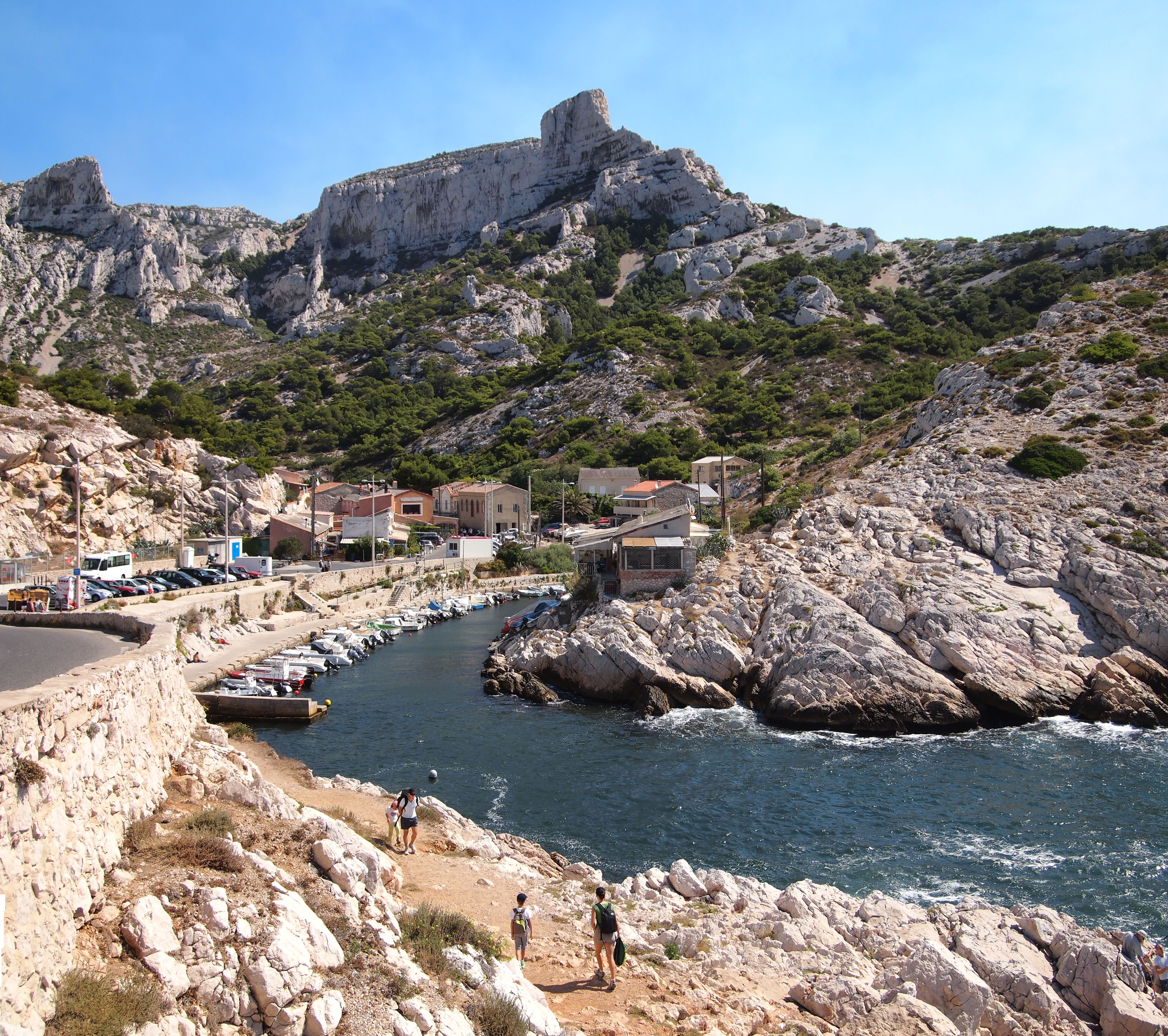
Le port de Callelongue. En arrière-plan, le rocher des Goudes.

La calanque de Callelongue est la première calanque du massif de Marseilleveyre entre Marseille et Cassis.
Elle est située à l'extrémité sud-est du 8e arrondissement de Marseille, dans le quartier des Goudes tout au bout de la route du bord de mer, après le village des Goudes.
Son nom vient du provençal cala lònga (calo longo selon la norme mistralienne) et signifie « grande crique ».
Le téléscaphe, une sorte de téléphérique sous-marin des années 1960 reliant Les Goudes à la calanque de Callelongue, se situait sur la zone. Certains vestiges sont encore visibles comme les mécanismes à roues permettant de faire avancer les cabines.
La calanque est desservie par la ligne de bus 20 dont elle est le terminus. 

## Activités

### Randonnées
Callelongue est le point de départ ou de passage de nombreuses randonnées pédestres de toutes difficultés, le long du littoral et à l'intérieur du massif, dont le sentier de grande randonnée (GR) 51-98.

### Escalade
La calanque de Callelongue est entourée de falaises qui constituent des sites d'escalade réputés (rocher des Goudes, rocher de Saint-Michel, rocher du Trou du Chat) desservis par des pistes d'accès balisées (chemins de randonnée). Le secteur est également pourvu de vastes grottes (grotte de l'Ours, de l'Ermite, de Saint-Michel, du Déserteur) situées au pied des falaises et d'accès facile jusqu'à leur entrée.

## Galerie

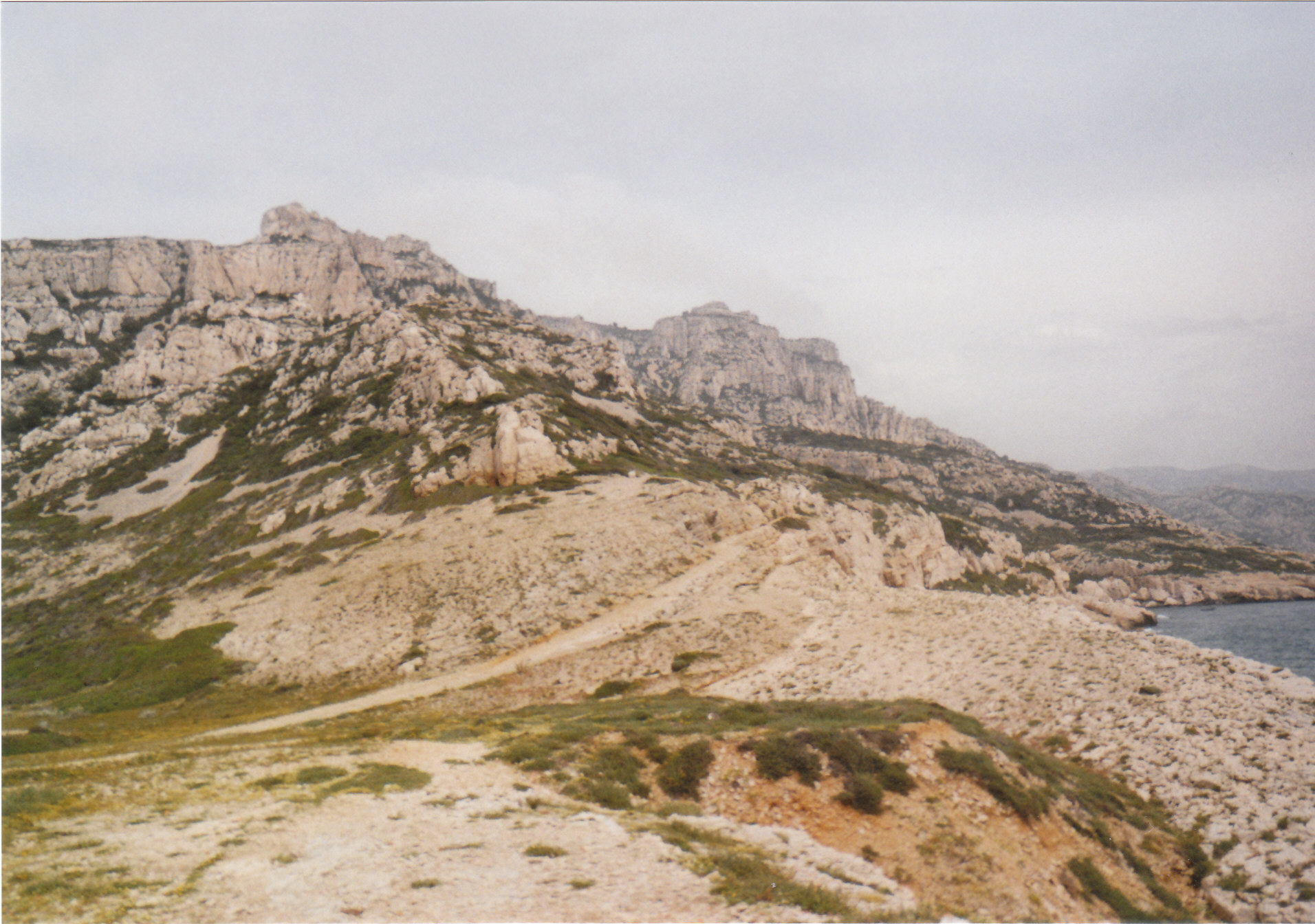
Calanque de Callelongue au pied du massif de Marseilleveyre
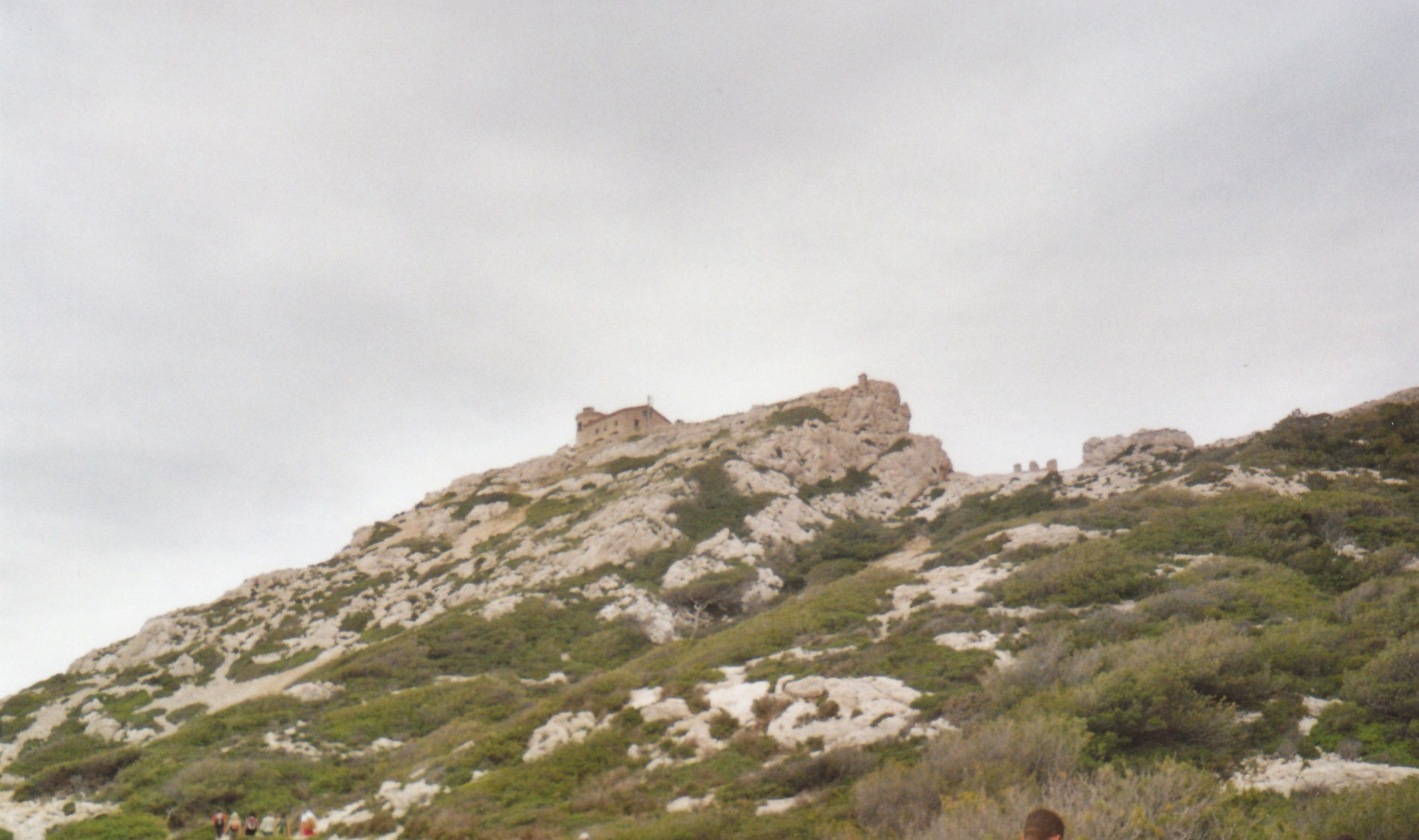
Sémaphore de la calanque de Callelongue
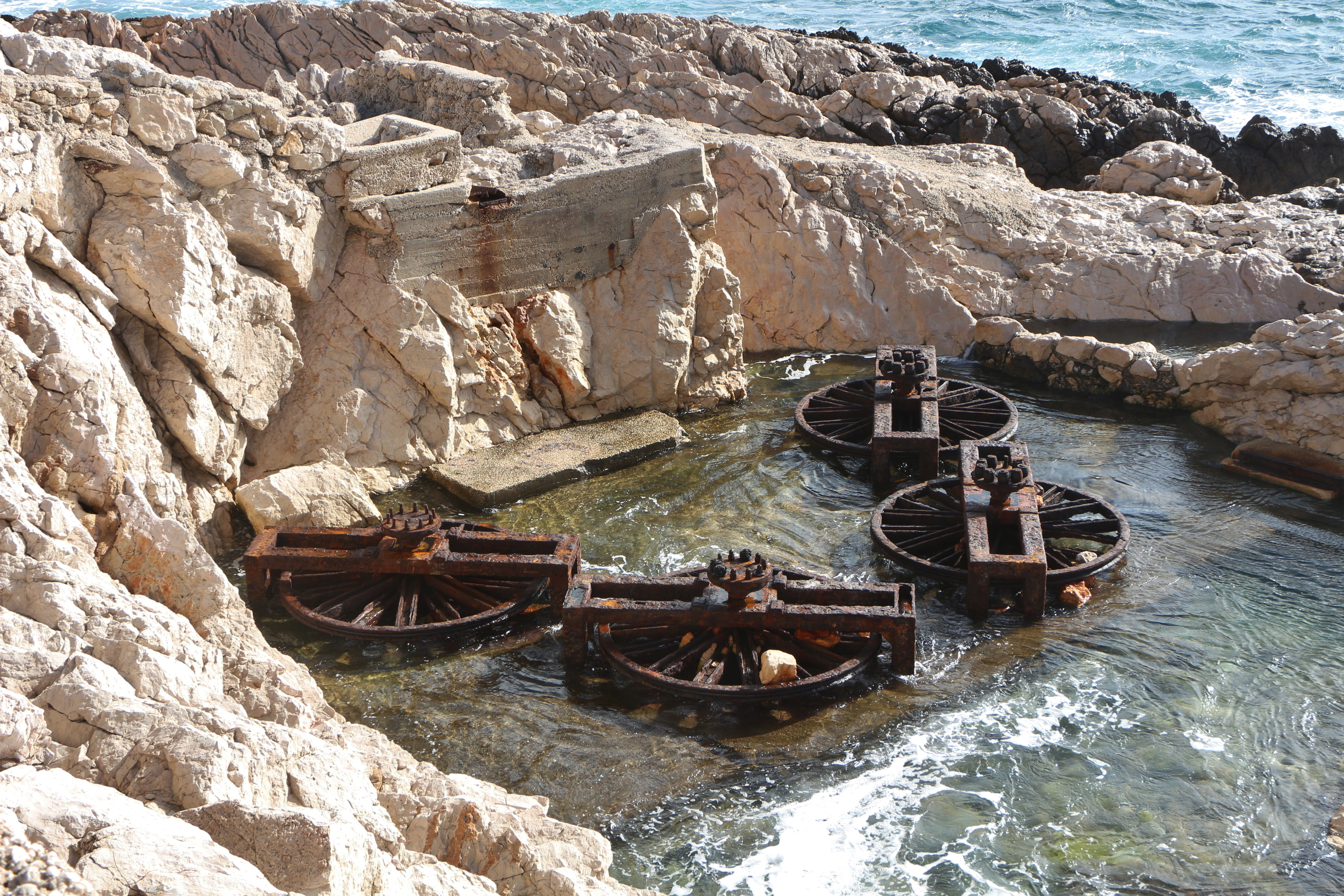
Vestiges de mécanismes à roues permettant de faire avancer les cabines du téléscaphe.

### Œuvre Artistique et cinéma
La calanque de Callelongue a été l'objet de tournages, un décor pour la série Draculi & Gandolfi de Guillaume Sanjorge.